# Divergencija polja
U vektorskoj analizi divergencija je operator kojim se određuje jakost izvorā vektorskog polja po prostoru. 
Vektorsko polje je funkcija koja svakoj točki prostora pridružuje vektor. U fizici, primjeri vektorskih polja su polje brzina čestica u fluidu ili električno i magnetsko polje. Za razliku od njih, skalarna polja svakoj točki prostora pridružuju jedan skalar (broj), poput temperature ili lokalne gustoće.
Divergencija je skalarno polje koje daje tok gustoće vektorskog polja u svakoj točki prostora. Kada se divergencija polja prointegrira unutar zatvorene plohe — ili pojednostavljeno, kada se pozbrajaju umnošci divergencije (kao volumne gustoće) i infinitezimalno sitnih djelića volumena zatvorenog tom plohom — dobije se tok vektorskog polja kroz plohu.
Divergencija se najviše primjenjuje u fizici. Neki od najvažnijih zakona u elektromagnetizmu i hidrodinamici iskazani su preko divergencije električnih, magnetskih i polja brzine fluida. Divergencija električnog polja tako je nula gdjegod nema naboja; pozitivna je na mjestu pozitivnih naboja te su oni izvori tog polja, a negativna na mjestu negativih naboja koji su njegovi ponori. Divergencija magnetskog polja uvijek je nula, magnetsko polje nema zasebne izvore i ponore — ne postoje magnetski monopoli. 

## Definicija
Divergencija vektorskog polja {\displaystyle \mathbf {F} } u točki {\displaystyle \mathbf {x} } definira se kao granična vrijednost toka polja kroz zatvorenu plohu koja obuhvaća tu točku kako se ploha prema njoj sažima. Budući da je tok polja dan površinskim integralom funkcije {\displaystyle \mathbf {F} }, divergencija je
{\displaystyle \mathrm {div} \mathbf {F} |_{\mathbf {x} }\,{\overset {\underset {\mathrm {def} }{}}{=}}\,\lim _{V\rightarrow 0}{\tfrac {1}{V}}\int _{S(V)}\mathbf {F} \cdot \mathrm {d} \mathbf {S} }.
Ovdje je V volumen zahvaćen zatvorenom plohom S(V) koja okružuje točku {\displaystyle \mathbf {x} }, a dS infinitezimalni element plohe sa smjerom normale na plohu. 
Budući da su i tok polja i volumen skalari, i divergencija je kao limes njihova omjera skalar. Divergencija je dakle skalarno polje koje karakterizira vektorsko polje na koje djeluje. Točke prostora gdje je {\displaystyle \operatorname {div} \mathbf {F} >0} nazivaju se izvorima, a točke gdje je {\displaystyle \operatorname {div} \mathbf {F} <0} ponorima polja.
Definicija divergencije ne ovisi o koordinatnom sustavu. U primjeni se pak rijetko koristi definicija pa se oblik operatora divergencije veže za izabrani koordinatni sustav.

## Gaussov teorem
Za divergenciju vektorskog polja {\displaystyle \mathbf {F} } vrijedi Gaussov teorem, ponegdje zvan i teoremom Gaussa i Ostrogradskog,
{\displaystyle \int _{V}\operatorname {div} \mathbf {F} \,\mathrm {d} V=\int _{S(V)}\mathbf {F} \cdot \mathrm {d} \mathbf {S} }
Teorem kaže da je integral divergencije polja po volumenu zatvorenom nekom plohom jednak toku polja kroz tu plohu. Fizički, ovo znači da ako se u danom volumenu materija ne stvara i ne uništava, njena se gustoća može mijenjati samo njenim protjecanjem kroz granicu volumena.

## Operator divergencije u pravokutnom koordinatnom sustavu
Operator divergencije u pravokutnom koordinatnom sustavu dobije se iz opće definicije razmatranjem toka polja kroz stranice kvadra koji sadrži točku s koordinatama {\displaystyle (x_{0},y_{0},z_{0})}. Možemo uzeti da je ova točka u središtu kvadra i da su duljine njegovih stranica Δx, Δy i Δz. 
Tok polja {\displaystyle \mathbf {F} ={\hat {x}}F_{x}+{\hat {y}}F_{y}+{\hat {z}}F_{z}} kroz prednju plohu kvadra kojoj normala gleda u smjeru pozitivne osi x, bit će
{\displaystyle \int _{S_{yz}}\mathbf {F} (x_{0}+{\tfrac {1}{2}}\Delta x,y,z)\cdot {\hat {x}}\,\mathrm {d} y\,\mathrm {d} z=\int _{S_{yz}}F_{x}(x_{0}+{\tfrac {1}{2}}\Delta x,y,z)\,\mathrm {d} y\,\mathrm {d} z}
dok će tok polja kroz nasuprotnu plohu, kojoj normala gleda u smjeru negativne osi x biti
{\displaystyle \int _{S_{yz}}\mathbf {F} (x_{0}-{\tfrac {1}{2}}\Delta x,y,z)\cdot (-{\hat {x}})\,\mathrm {d} y\,\mathrm {d} z=-\int _{S_{yz}}F_{x}(x_{0}-{\tfrac {1}{2}}\Delta x,y,z)\,\mathrm {d} y\,\mathrm {d} z}.
Ovdje Syz označava sljedeće granice integracije po osima y i z: {\displaystyle |y-y_{0}|\leq {\tfrac {1}{2}}\Delta y}, {\displaystyle |z-z_{0}|\leq {\tfrac {1}{2}}\Delta z}.
Ukupnom toku kroz oplošje kvadra ove će dvije plohe doprinijeti s
{\displaystyle \,\,\int \limits _{S_{yz}}\underbrace {{\Bigl [}F_{x}(x_{0}+{\tfrac {1}{2}}\Delta x,y,z)-F_{x}(x_{0}-{\tfrac {1}{2}}\Delta x,y,z){\Bigr ]}} _{{\frac {\partial F_{x}}{\partial x}}\cdot \Delta x}dy\,dz}.
U prijelazu na infinitezimalne veličine, može se uzeti da se integrand {\displaystyle {\frac {\partial F_{x}}{\partial x}}\Delta x} ne mijenja mnogo u intervalu integracije. Doprinos toku polja s dviju nasuprotnih stranica stoga je
{\displaystyle {\frac {\partial F_{x}(x_{0},y_{0},z_{0})}{\partial x}}\Delta x\Delta y\Delta z}.
Isto se razmatranje može ponoviti i za preostale plohe u nasuprotnim parovima. Tok polja kroz oplošje kvadra bit će zbroj triju pribrojnika s izmijenjenim komponentama polja i osima parcijalne derivacije.
{\displaystyle \Phi _{\Delta V}(\mathbf {F} )=\left({\frac {\partial F_{x}}{\partial x}}+{\frac {\partial F_{y}}{\partial y}}+{\frac {\partial F_{z}}{\partial z}}\right)\cdot \Delta V.}
Prema definiciji, divergencija u točki {\displaystyle (x_{0},y_{0},z_{0})} bit će
{\displaystyle \operatorname {div} \mathbf {F} |_{(x_{0},y_{0},z_{0})}={\frac {\partial F_{x}(x_{0},y_{0},z_{0})}{\partial x}}+{\frac {\partial F_{y}(x_{0},y_{0},z_{0})}{\partial y}}+{\frac {\partial F_{z}(x_{0},y_{0},z_{0})}{\partial z}}.}

I općenito, u bilo kojoj točki {\displaystyle (x,y,z)}
{\displaystyle \operatorname {div} \mathbf {F} ={\frac {\partial F_{x}}{\partial x}}+{\frac {\partial F_{y}}{\partial y}}+{\frac {\partial F_{z}}{\partial z}}}
Upravo je ovaj izraz formalna definicija divergencije u kartezijevom koordinatnom sustavu. Operator divergencije simbolički se piše pomoću Hamiltonova operatora nabla:
{\displaystyle \operatorname {div} \mathbf {F} =\nabla \cdot \mathbf {F} =\left({\hat {x}}{\frac {\partial }{\partial x}}+{\hat {y}}{\frac {\partial }{\partial y}}+{\hat {z}}{\frac {\partial }{\partial z}}\right)\cdot ({\hat {x}}F_{x}+{\hat {y}}F_{y}+{\hat {z}}F_{z})={\frac {\partial F_{x}}{\partial x}}+{\frac {\partial F_{y}}{\partial y}}+{\frac {\partial F_{z}}{\partial z}}.}

## Divergencija u drugim koordinatnim sustavima
- u cilindričnom koordinatnom sustavu:

{\displaystyle \operatorname {div} \mathbf {F} ={\frac {1}{\rho }}{\frac {\partial }{\partial \rho }}(\rho F_{\rho })+{\frac {1}{\rho }}{\frac {\partial F_{\varphi }}{\partial \varphi }}+{\frac {\partial F_{z}}{\partial z}};}
- u sfernom koordinatnom sustavu:

{\displaystyle \operatorname {div} \mathbf {F} ={\frac {1}{r^{2}}}{\frac {\partial }{\partial r}}(r^{2}F_{r})+{\frac {1}{r\sin \vartheta }}{\frac {\partial }{\partial \vartheta }}(F_{\vartheta }\sin \vartheta )+{\frac {1}{r\sin \vartheta }}{\frac {\partial F_{\varphi }}{\partial \varphi }}.}

## Svojstva operatora divergencije
Za dana vektorska polja {\displaystyle {\vec {u}}} i {\displaystyle {\vec {v}}}, skalar {\displaystyle U}, skalarnu funkciju {\displaystyle f(U)} i vektor položaja {\displaystyle {\vec {r}}} vrijedi:
1. {\displaystyle \operatorname {div} ({\vec {u}}+{\vec {v}})=\operatorname {div} {\vec {u}}+\operatorname {div} {\vec {v}}}
2. {\displaystyle \operatorname {div} (U\cdot {\vec {v}})=U\cdot \operatorname {div} {\vec {v}}+{\vec {v}}\cdot \operatorname {grad} U}
3. {\displaystyle \operatorname {div} [f(U)\cdot {\vec {v}}]=f(U)\cdot \operatorname {div} {\vec {v}}+{\vec {v}}\cdot f_{U}^{'}(U)\cdot \operatorname {grad} U}
4. {\displaystyle \operatorname {div} {\vec {r}}=3.}

## Primjer
Divergencija elektrostatskog polja točkastog naboja postavljenog u ishodištu sustava danog Coulombovim zakonom
{\displaystyle {\vec {E}}={\frac {1}{4\pi \varepsilon _{0}}}{\frac {q}{r^{3}}}{\vec {r}}}
iznosi
{\displaystyle {\operatorname {div} {\vec {E}}=\operatorname {div} \left({\frac {1}{4\pi \varepsilon _{0}}}{\frac {q}{r^{3}}}{\vec {r}}\right){\stackrel {(2.)}{=}}{\frac {q}{4\pi \varepsilon _{0}r^{3}}}\cdot \operatorname {div} {\vec {r}}+{\frac {q}{4\pi \varepsilon _{0}}}{\vec {r}}\cdot \operatorname {grad} {\frac {1}{r^{3}}}{\stackrel {(4.)}{=}}{\frac {3q}{4\pi \varepsilon _{0}r^{3}}}+{\frac {3q}{4\pi \varepsilon _{0}}}{\vec {r}}{\frac {(-1)}{r^{5}}}{\vec {r}}=0}}
u svakoj točki prostora osim u ishodištu. Ovaj rezultat zapravo je jedna od Maxwellovih jednadžbi, odnosno Gaussov zakon u prostoru gdje nema naboja. 

## Vezani pojmovi
- Vektorsko polje
- Tok vektorskog polja
- Gradijent skalarnog polja
- Rotacija vektorskog polja
- Vektorske operacije u zakrivljenim koordinatama